# Peste (Hungria)
Peste (Pest, em húngaro; Pešť, em eslovaco; Pešta, em croata; Пешта / Pešta, em sérvio) é a porção oriental, em geral plana, da cidade de Budapeste, abrangendo cerca de dois terços do território budapestino. É separada de Buda pelo rio Danúbio. Encontram-se no centro histórico de Peste o Parlamento húngaro, a Praça dos Heróis e a Avenida Andrássy. O topônimo "Peste" advém do húngaro Pest, e este de um termo eslavo que significa "forno", "fogão".
As referências mais antigas a Peste, que já foi uma cidade separada, datam de 1148. Nos seus primórdios, havia assentamentos celtas e romanos no local. Peste tornou-se um centro econômico importante nos séculos XI a XIII. Foi destruída na invasão mongol de 1241, mas reconstruída logo em seguida. Em 1849, foi erguida a primeira ponte pênsil (a Ponte Széchenyi) sobre o Danúbio, ligando Buda e Peste. Em 1873, estas duas cidades foram unidas, juntamente, com Ôbuda, para criar o município de Budapeste.
Era chamada de Contra-Aquinco (Contra-Aquincum) pelos romanos (Aquinco era o nome romano para Buda).